# Bilibinskit
Bilibinskit ist ein sehr selten vorkommendes Mineral aus der Mineralklasse der „Sulfide und Sulfosalze“ mit der chemischen Zusammensetzung PbAu3Cu2Te2 und damit chemisch gesehen ein Blei-Gold-Kupfer-Tellurid. Aufgrund ihrer chemischen Verwandtschaft mit den Sulfiden werden die Telluride in dieselbe Klasse eingeordnet.
Bilibinskit kristallisiert im kubischen Kristallsystem, konnte bisher jedoch nur in massigen Aggregatformen gefunden werden. Das Mineral ist in jeder Form undurchsichtig (opak) und zeigt auf den hellbraunen bis rosabraunen Oberflächen einen halbmetallischen Glanz. Seine Strichfarbe ist goldbraun bis braun.

## Etymologie und Geschichte

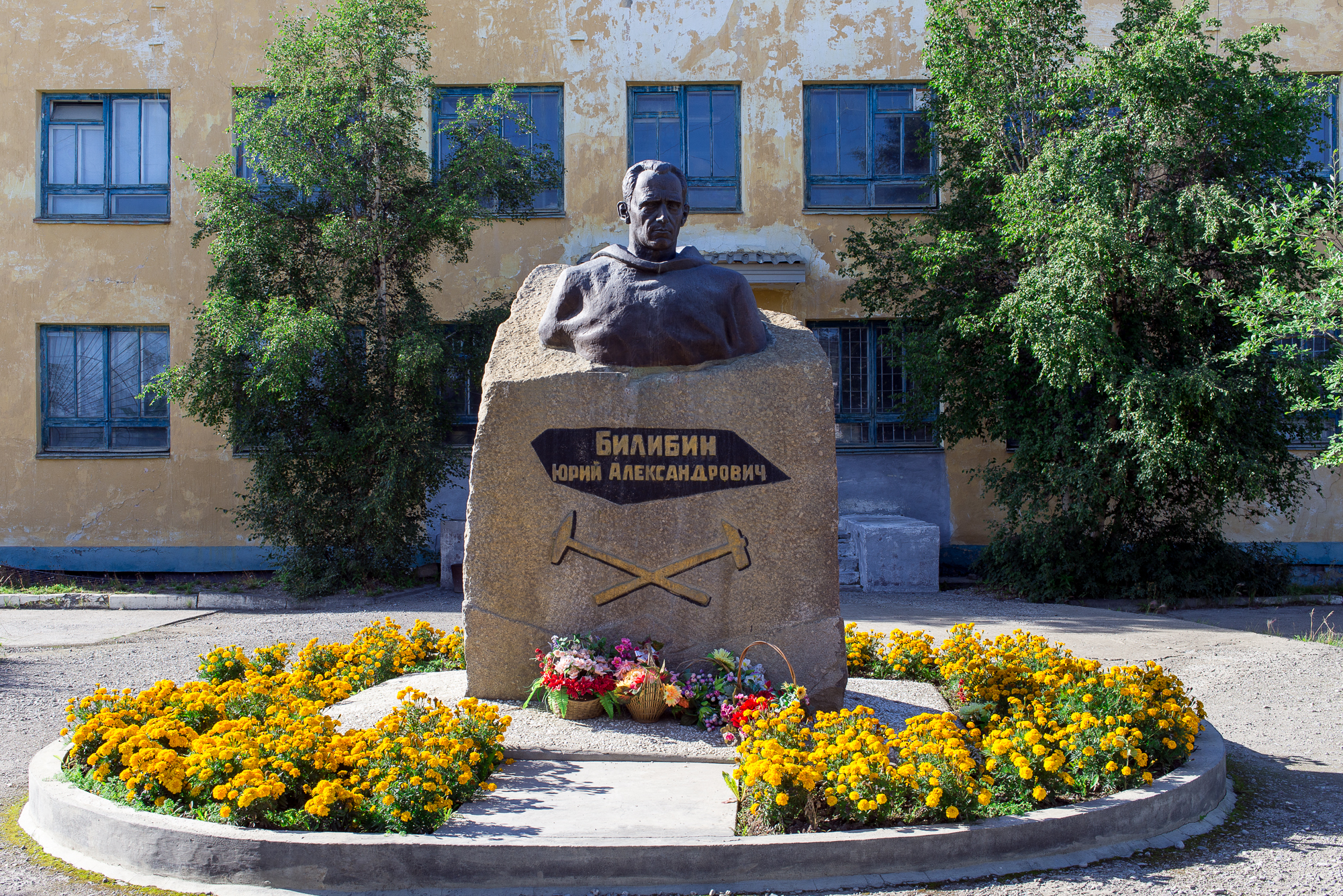
Denkmal-Büste des Namensgebers Juri Alexandrowitsch Bilibin in der ebenfalls nach ihm benannten Stadt Bilibino

Entdeckt wurde Bilibinskit erstmals in Mineralproben aus der Gold-Silber-Tellurit-Lagerstätte Aginsk (auch Aginskoe oder Aginskoye; russisch Агинское) im Bergbau-Distrikt Zentral-Kamtschatka im russischen Föderationskreis Ferner Osten. Die Analyse und Erstbeschreibung erfolgte durch Ernst Maxowitsch Spiridonow (russisch Эрнст Максович Спиридонов), Marianna Sergejewna Bessmertnaja (1915–1991), Tatjana Nikiforowna Tschwiljowa (russisch Татьяна Никифоровна Чвилёва) und Wladimir Wassiljewitsch Bessmertny (russisch Владимир Васильевич Безсмертный; 1912–2002), die das Mineral nach dem russischen Geologen und Experten für Gold-Lagerstätten Juri Alexandrowitsch Bilibin (1901–1952) benannten.
Die Untersuchungsergebnisse und der gewählte Name wurden 1977 zur Prüfung bei der International Mineralogical Association (interne Eingangs-Nr. der IMA: 1977-024), die den Bilibinskit als eigenständige Mineralart anerkannte. Die Publikation der Erstbeschreibung folgte im Jahr darauf zunächst im russischen Fachmagazin Sapiski Wsessojusnogo Mineralogitscheskogo Obschtschestwa (russisch Записки Всесоюзного Минералогического Общества, englisch Zapiski Vsesoyuznogo Mineralogicheskogo Obshchestva) und wurde anschließend im englischsprachigen Fachmagazin American Mineralogist bestätigt.
Das Typmaterial des Minerals wird in der Staatlichen Bergbau-Universität Sankt Petersburg (ehemals Bergbauinstitut Sankt Petersburg) unter der Katalog-Nr. 101/1–2 sowie im Institut für Mineralogie und Geochemie seltener Elemente und im Mineralogischen Museum der Russischen Akademie der Wissenschaften in Moskau unter der Katalog-Nr. 78385 aufbewahrt.

## Klassifikation
Da der Bilibinskit erst 1977 als eigenständiges Mineral anerkannt und dies erst 1978 publiziert wurde, ist er in der seit 1977 veralteten 8. Auflage der Mineralsystematik nach Strunz noch nicht verzeichnet.
Im zuletzt 2018 überarbeiteten und aktualisierten Lapis-Mineralienverzeichnis nach Stefan Weiß, das sich im Aufbau noch nach dieser alten Form der Systematik von Karl Hugo Strunz richtet, erhielt das Mineral die System- und Mineral-Nr. II/A.03-030. In der Lapis-Systematik entspricht dies der Klasse der „Sulfide und Sulfosalze“ und dort der Abteilung „Legierungen und legierungsartige Verbindungen“, wobei in den Gruppen II/A.03 bis 04 die Verbindungen mit Kupfer, Silber, Gold und Nickel eingeordnet sind. Bilibinskit bildet hier zusammen mit Bezsmertnovit und Maldonit eine unbenannte Gruppe mit der Systemnummer II/A.03.
Die von der IMA zuletzt 2009 aktualisierte 9. Auflage der Strunz’schen Mineralsystematik ordnet den Bilibinskit dagegen in die Abteilung der „Metallsulfide, M : S > 1 : 1 (hauptsächlich 2 : 1)“ ein. Diese ist zudem weiter unterteilt nach den in der Verbindung vorherrschenden Metalle, so dass das Mineral entsprechend seiner Zusammensetzung in der Unterabteilung „mit Kupfer (Cu), Silber (Ag), Gold (Au)“ zu finden ist, wo es als einziges Mitglied die unbenannte Gruppe 2.BA.55 bildet.
Auch die vorwiegend im englischen Sprachraum gebräuchliche Systematik der Minerale nach Dana ordnet den Bilibinskit in die Klasse der „Sulfide und Sulfosalze“ und dort in die Abteilung der „Sulfidminerale“ ein. Hier ist er als einziges Mitglied in der unbenannten Gruppe 02.01.06 innerhalb der Unterabteilung „Sulfide – einschließlich Selenide und Telluride – mit der Zusammensetzung AmXp, mit m : p > 3 : 1“ zu finden.

## Chemismus
In der idealen (theoretischen) Zusammensetzung besteht Bilibinskit (PbAu3Cu2Te2) im Verhältnis aus einem Teil Blei (Pb), drei Teilen Gold (Au) sowie je zwei Teilen Kupfer (Cu) und Tellur (Te). Dies entspricht einem Massenanteil (Gewichts-%) von 17,55 Gew.-% Pb, 50,06 Gew.-% Au, 10,77 Gew.-% Cu und 21,62 Gew.-% Te.
Insgesamt acht Mikrosondenanalysen an zwei Proben aus der Typlokalität Aginsk ergaben dagegen eine leicht abweichende, durchschnittliche Zusammensetzung von 19,2 Gew.-% Pb, 48,4 Gew.-% Au, 9,35 Gew.-% Cu und 21,6 Gew.-% Te sowie zusätzlich geringe Gehalte von 1,54 Gew.-% Silber (Ag), 0,19 Gew.-% Eisen (Fe) und 0,34 Gew.-% Selen (Se), die Anteile der originären Elemente diadoch vertreten können.
Auf der Basis von zwei Telluratomen errechnet sich daraus die empirische Formel (Au2,90Ag0,17)Σ=3,07(Cu1,74Fe0,04)Σ=1,78Pb1,10(Te2,00Se0,05)Σ=2,05.

## Kristallstruktur
Bilibinskit kristallisiert kubisch in einer „Gold-Überstruktur“ mit dem Gitterparameter a’ = 4,10 Å sowie einer halben Formeleinheit (Z’) pro Elementarzelle.

## Eigenschaften
Mit einer Mohshärte von 4,5, was einer Vickershärte (VHN) von 329 bis 419 kg/mm2 (durchschnittlich 381 kg/mm2) bei einer Prüfkraft von 20 Kilopond entspricht, gehört Bilibinskit zu den mittelharten Mineralen, dass sich etwas leichter als das Referenzmineral Apatit mit einem Taschenmesser ritzen lässt.
Auf polierten Flächen zeigt das ansonsten hellbraune bis rosabraune Mineral im Auflicht eine blauviolette bis creme- oder beige Reflexfarbe. Die optischen Eigenschaften von Bilibinskit ähneln stark denen vom Kupfertellurid Rickardit (Cu3−xTe2) und kann daher im Auflicht leicht mit diesem verwechselt werden.

## Bildung und Fundorte
Bilibinskit bildet sich in der Verwitterungszone von Tellurid-Lagerstätten, wo er unter anderem als Verdrängungsprodukt primäre Minerale wie Krennerit (Au3AgTe8) und Sylvanit (AgAuTe4) entsteht oder dünne Säume um gediegen Gold bildet. An seiner Typlokalität Aginsk auf Kamtschatka fand sich Bilibinskit vergesellschaftet mit Gold, Bogdanovit, Bezsmertnovit, Belyankinit und anderen Gold-, Kupfer-, Blei- und Eisen-Telluriden.
Außer an der genannten Typlokalität und der ebenfalls auf Kamtschatka liegenden Gold-Lagerstätte Ozernovskoe konnte das Mineral in Russland bisher nur noch in der Gold-Lagerstätte Pionerskoye im Sajangebirge in der autonomen Republik Tuwa entdeckt werden.
Weitere bisher bekannte Fundorte sind unter anderem die alluviale Gold-Lagerstätte Zod (auch Sotk) nahe Vardenis in der armenischen Provinz Gegharkunik, die Gold-Lagerstätte Duolanasayi (auch Duolanashayi oder Duonalasayi; chinesisch: 多拉纳萨依金矿)  im Kreis Kaba (auch Habahe) im Gebiet Xinjiang in China, die kasachischen Gold-Lagerstätten Dzhelambet und Zholymbet im Gebiet Aqmola, Almaly im Gebiet Qaraghandy (auch Karaganda) und Manka im Gebiet Ostkasachstan sowie die epithermale Gold-Silber-Blei-Kupfer-Lagerstätte Plavica etwa 110 km östlich von Skopje in Nordmazedonien